# Хајлсброн
Хајлсброн (њем. Heilsbronn) град је у њемачкој савезној држави Баварска. Једно је од 58 општинских средишта округа Ансбах. Према процјени из 2010. у граду је живјело 9.139 становника. Посједује регионалну шифру (AGS) 9571165.

## Географски и демографски подаци
Хајлсброн се налази у савезној држави Баварска у округу Ансбах. Град се налази на надморској висини од 400 метара. Површина општине износи 62,2 km². У самом граду је, према процјени из 2010. године, живјело 9.139 становника. Просјечна густина становништва износи 147 становника/km².